# 薬剤による妊娠中絶
薬剤による妊娠中絶（やくざいによるにんしんちゅうぜつ、英: Medical abortion）または、医薬品による妊娠中絶（英: Medication abortion）は、薬剤を用いておこなう中絶のことである。薬剤による中絶は、子宮吸引法や頸管拡張・内容除去法など外科的中絶の代替手段である。薬剤による中絶は、ほとんどの地域で一般的に用いられ、欧州、インド、中国、米国ではより一般的である。
一般的に推奨される薬剤は、ミフェプリストン服用の後にミソプロストールを服用するの2種類の薬剤の併用である。ミフェプリストンが入手できない場合は、ミソプロストールを単独で使用することができるが、この他にも選択肢はある。妊娠初期での使用は自宅で安全に服用することができる。妊娠中期での使用には病院内での服用が推奨される。
薬剤による妊娠中絶は、妊娠中期（13～24週）を含む幅広い妊娠期間を通して安全かつ効果的な方法である。いくつかの証拠は妊娠後期に使用することを支持している。副作用には、膣出血、子宮けいれん、吐き気、下痢などがあげられる。精神衛生上の問題、乳がん、不妊のリスクには影響しない。米国での薬剤による妊娠中絶による母体死亡率は、出産時の死亡率の14分の1であり、入院、輸血、手術が必要となるのは1,000人中4人未満である。
薬剤による中絶は1970年代から使用されるようになった。2020年には米国で50万回以上実施された。世界保健機関は、安全でない中絶とその結果生じる死亡率を減らすために、すべての女性と女児が薬剤による中絶を受けられるようにすることを推奨している。米国では、2023年時点での薬剤の費用には500米ドル以上かかる場合があるが、慈善団体が無料または低価格で提供している場合もある。カナダではカナダ人に対して保険が適用される。低所得国および中所得国では、2018年時点での費用は4～36米ドルである。モーニングアフターピルは、妊娠を防ぐために性行為の直後に服用する緊急避妊薬であり、中絶薬と混同してはいけない。